# Phantoms Deurne
Phantoms Deurne je belgický klub ledního hokeje z Antverp. Vznikl v roce 1972 a hraje 2. belgickou ligu. Mistrem se stal v letech 2000, 2001 a 2003.
Klubovými barvami jsou modrá a žlutá. Domácí zápasy hraje na stadionu Ijsbaan Ruggerveld.